# Francesco Berni

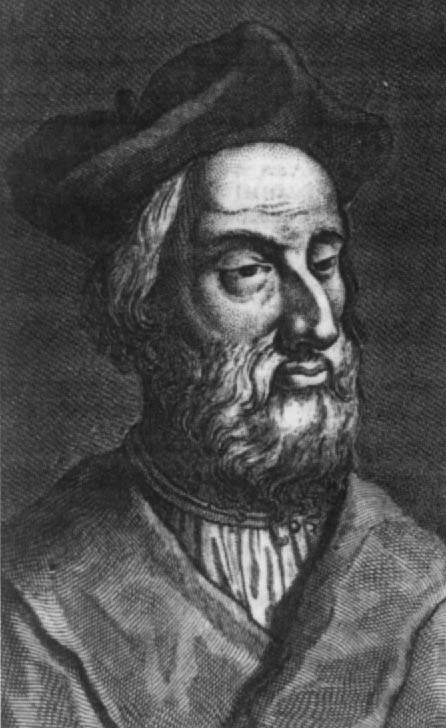
Francesco Berni

Francesco Berni (Bernia) (* 1497 oder 1498 in Lamporecchio, Toskana; † 26. Mai 1536 in Florenz) war ein italienischer Dichter, der als Sohn einer adligen, aber armen Familie aufwuchs.
Nach einer in großer Dürftigkeit verlebten Jugend trat er in seinem 20. Lebensjahr in Rom in die Dienste seines entfernten Verwandten, des Kardinals Bibbiena, nach dessen Tod in die seines Neffen Angiolo und wurde schließlich Sekretär beim Datario Giberti, Bischof von Verona, bei dem er sieben Jahre blieb. Sein Hang zur Ungebundenheit und zu Genüssen, besonders aber seine rücksichtslose Spottlust, welche auch die höchsten geistlichen Würdenträger nicht verschonte, verhinderten ihn jedoch, sich eine gesicherte und behagliche Existenz zu verschaffen, während sein Witz, seine heitere Laune und seine poetischen Talente ihm Freunde und Ruhm erwarben.
Berni war eins der angesehensten Mitglieder der 1527 gestifteten Accademia de’ Vignajuoli, zu welcher die bedeutendsten damals in Rom lebenden Dichter gehörten. Der Verlust seiner Habe bei der Plünderung Roms 1527 verleidete ihm den Aufenthalt daselbst, und er begab sich nach Florenz, wo er von den Einkünften eines ihm zugefallenen Kanonikats lebte und des Schutzes des Kardinals Hippolyt von Medici und des Herzogs Alessandro genoss. Die Verbindung mit diesen wurde jedoch verhängnisvoll für Berni. Denn als der Herzog ihm zumutete, den Kardinal zu vergiften, und Berni sich dessen weigerte, soll er von jenem selbst Gift bekommen haben, woran er 1536 starb.
Bernis Hauptwerk ist sein Orlando innamorato, eigentlich nur eine Überarbeitung des Gedichts von Matteo Maria Boiardo, bei welcher er, ohne an dem Stoff selbst oder am Gang der Erzählung irgendetwas zu ändern, nur Sprache, Stil und Versifikation des Gedichts verbesserte und demselben einen scherzhaften, oft sogar burlesken Ton verlieh. Nur die schönen Anfänge der Gesänge gehören Berni ganz zu eigen. Wegen der Reinheit, Anmut und Eleganz der Sprache und des Versbaues wird jedoch dieser Bernische Orlando als klassisch betrachtet, hat das Originalgedicht bis auf die neuere Zeit fast ganz in Vergessenheit gebracht und wird von den Italienern nur dem Orlando furioso des Ariost nachgestellt.
Nächstdem ist Berni besonders berühmt wegen seiner burlesk-satirischen Gedichte. Dieselben sind teils Sonette, teils sogenannte Capitoli in Terzinen und werden wegen ihres Witzes und ihrer Laune wie besonders wegen der reinen, echt florentinischen Sprache sehr geschätzt, verletzen aber meistens in gröblicher Weise den Anstand. Die Italiener betrachten Berni als den größten Meister in dieser Gattung, die sie nach ihm Poesia bernesca nennen. Diese Gedichte sind mit andern ähnlichen seiner Zeitgenossen (Giovanni Della Casa, Francesco Maria Molza, Benedetto Varchi, Giovanni Mamro Arcano u. a.) enthalten in der Sammlung Opere burlesche (Florenz 1548–1555, 2 Bände; auch Neapel 1723, 3 Bände u. a.) wie auch in Auswahl abgedruckt hinter der Ausgabe des Orlando in den Classici italiani (Mailand 1806).
Außerdem hat man von Berni noch einige weniger bedeutende Gedichte und Prosaschriften und eine Anzahl Briefe. Auch als lateinischer Dichter hat er sich ausgezeichnet. Diese Rime, poesie latine e lettere wurden 1885 von Antonio Virgili in Florenz herausgegeben.